# Абрамов Іван Васильович (письменник)
Іва́н Васи́льович Абра́мов (19 жовтня 1916, Брянськ — 1 березня 2002, Брянськ) — радянський письменник.

## Біографія
Народився 19 жовтня 1916 року. У 1933 році, закінчивши Брянську школу №27, працював газоелектрозварювальником на заводі «Червоний Профінтерн» у Брянську, а згодом — у Магнітогорську.
У 1936 році був призваний до армії, служив у охороні Кремля. З 1939 року, після закінчення Харківського Вищого військового прикордонного училища, служив начальником Перемишльської прикордонної застави.
Війну зустрів 22 червня 1941 року під Станіславом і завершив під Кенігсбергом на косі Куршська Нерунг 6 травня 1945 року. Брав участь у боях за Москву, Крим, Сталінград. Чотири рази був поранений; після останнього поранення під Кенігсбергом у званні майора демобілізований за станом здоров'я, інвалід I групи.
Оселився на батьківщині — у Брянську, повернувся до професії зварювальника. У 1961 році став членом Спілки письменників СРСР і того ж року вступив до КПРС. У 1961—1964 роках жив в Алмати, працював керівником відділу прози в журналі «Простір».
З 1964 року жив у Рязані, був обраний відповідальним секретарем Рязанської письменницької організації. Активно співпрацював із журналами «Новый мир», «Молодая гвардия», «Огонёк» та газетами «Известия», «Литературная газета», «Литература и жизнь» (понад двісті публікацій).
У 1967 році переїхав до Брянська. У 1960-х роках був одним з організаторів першого поетичного свята в Овстузі — на батьківщині Федора Івановича Тютчева, яке згодом стало всеросійським.
Член Брянської обласної письменницької організації.
Помер 1 березня 2002 року. Похований у Брянську.

## Творчість
Основні тематичні напрями — людина в умовах Великої Вітчизняної війни; робітничий клас у період післявоєнного розвитку виробництва.
Першу збірку його оповідань про війну — «Сталинградские рассказы» — було видано у 1949 році. Потім вийшли повісті «Сто шестая деталь», «Пробный стык», книга нарисів «Золото Каракумов» (видавництво «Жазуши»), збірка оповідань і повістей про людей праці «Женя Большова».
Також він написав військову трилогію: «Рубежи сорок первого» (1961), «В глубине обороны» (1966), «Майские ливни» (1976) та інші твори.
Залишилися неопублікованими роман-дилогія «Стратегический перекрёсток» (про події на Брянщині в 1943—1945 роках), пригодницький роман «Лига Огненного дракона», роман «Анты».

### Вибрані твори
Джерело — Електронні каталоги РНБ
- Абрамов И. В. В глубине обороны : Роман. — М. : Моск. рабочий, 1966. — 448 с. — 75000 экз.
- Абрамов И. В. Время рассудит : Повесть. — Тула : Приок. кн. изд-во, 1969. — 191 с. — 50000 экз.
- Абрамов И. В. Женя Большова. Рассказы и повести. — Брянск : Брян. рабочий, 1960. — 218 с. — 10000 экз. — (Содерж.: Гвардеец; В непогодь; Сады цветут; Поздравили; Карборундовые круги; Весенние дни; Фронтовые товарищи; Женя Большова)
- Абрамов И. В. Кудеяр : Роман. — Тула : Приок. кн. изд-во, 1988. — 270 с. — (Приокская проза) — 30000 экз.
- Абрамов И. В. Майские ливни : Роман. — Тула : Приок. кн. изд-во, 1976. — 336 с. — 50000 экз.
- Абрамов И. В. Оглянись на будущее : Повесть. — М. : Моск. рабочий, 1981. — 251 с. — 75000 экз.
  -  — М. : Моск. рабочий, 1987. — 251 с. — 50000 экз.
- Абрамов И. В. Рубежи сорок первого : Повесть. — Москва : Воениздат, 1961. — 286 с. — 100000 экз.

## Нагороди
- 1-ша премія Головного управління прикордонних військ (1995) — за роман «Пограничные эскадроны»[1]
- Золота медаль II Міжнародного конкурсу письменників-баталістів та мариністів (2000) — за твори про брянців-прикордонників[2]
- Почесна грамота адміністрації Брянської області (2001) — за багаторічну плідну роботу та у зв'язку з 85-річчям.[1]